# Tembu

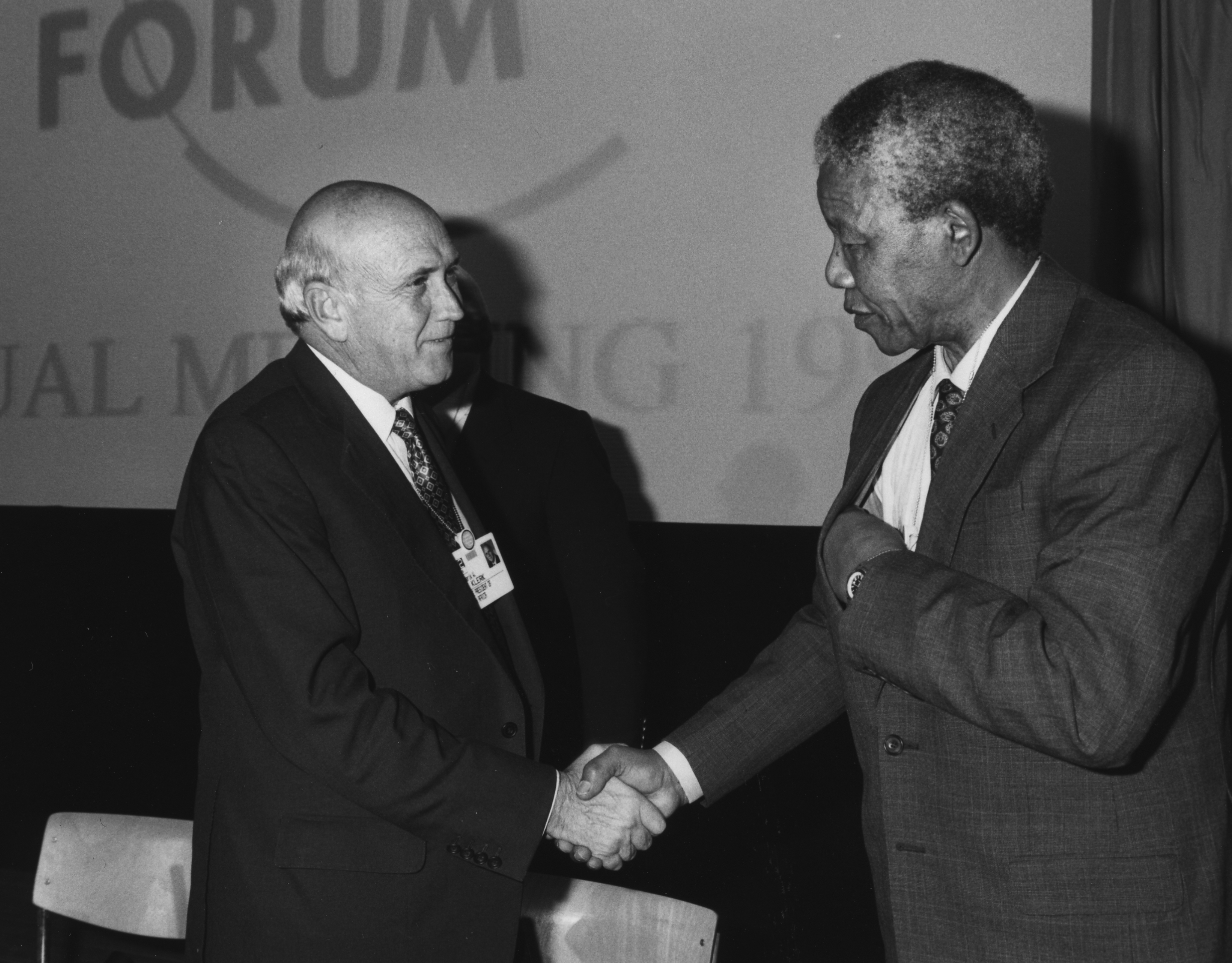
Nelson Mandela och F. W. de Klerk 1992.

Tembu är ett bantufolk i Sydafrika som talar Xhosa.
Alla Tembu har en gemensam förfader som hette Mtikrakra och detta innebär i sin tur att alla Tembu är släkt. Detta fungerar tack vare alla män normalt gifter sig med en flicka som inte är Tembu och att alla tembuflickor gifter sig med män i andra stammar dit hon flyttar.
Inom Tembu finns två huvudklaner: Den kungliga klanen respektive den stora klanen och den stora klanen är i sin tur uppdelad i åtta mindre grupper. Långt tillbaka i tiden målade sig ofta Tembu med en röd färg för att visa sin tillhörighet.
Tembu bebodde i slutet av 1600-talet området mellan floderna Mbhashe och Umtata där de hade varit bosatta länge innan dess. Efter Shaka Zulus krig i början på 1800-talet drog de sig längre norrut upp i bergen som 1847 blev del av Brittiska Kaffraria och 1856 en del av Kapkolonin, vilket innebär att Tembu under denna tid var under direkt brittiskt styre.
De flyttades av britterna till området som kom att bli Transkei och där Kaizer Daliwonga Matanzima senare blev president. Matanzima tillhörde den stora klanen men han var alltså inte kung över Tembu, utan det var Sabatha Dalindyebo (och som inte bodde i Transkei).
Numera bor de flesta i eller kring Queenstown drygt tio mil norr om King William's Town i Östra Kapprovinsen, men bor även på andra platser runt om i Sydafrika.
Tembu är ofta mer inriktade på jordbruk än andra xhosafolk, som brukar ha tyngdpunkten på boskapsskötsel.
Den mest internationellt kände Tembu är troligen Nelson Mandela.